# Segnaletica stradale a San Marino
I segnali stradali a San Marino sono regolati dal codice della strada del 2008, e sono stabiliti dall'art. 28 del C.d.S. sammarinese.
I segnali stradali nella Repubblica hanno le medesime forme e gli stessi colori dei segnali verticali utilizzati in Italia. 
Sono suddivisi in:
1. segnali di pericolo;
2. segnali di prescrizione;
3. segnali relativi ai passaggi a livello;
4. segnali di prescrizione ad eccezione di quelli riguardanti la precedenza, la fermata e la sosta;
5. segnali di indicazione;
6. segnali che riguardano la fermata e la sosta;
7. segnali di integrazione

Il limite di velocità generale previsto per le strade extraurbane della Repubblica di San Marino è di 70 km/h, e può essere elevato solo con apposito decreto e reso noto con segnali stradali appositi.
I segnali di pericolo ricalcano appieno i corrispondenti segnali italiani, con l'unica differenza che a San Marino è ancora previsto il segnale verticale di lavori, mentre in Italia esso è solo previsto con sfondo giallo in quanto temporaneo.
I segnali temporanei vengono classificati all'interno del secondo gruppo di segnali sammarinesi, quelli di prescrizione, ed anche in questo caso ricalcano fedelmente gli analoghi segnali italiani.
Il terzo gruppo comprende i segnali relativi ai passaggi a livello: fra questi vi sono i segnali per i passaggi a livello con o senza barriere, le croci di Sant'Andrea, i pannelli distanziometrici ed il segnale di attraversamento tranviario (come previsto in Italia), anche se a San Marino non è presente alcuna linea tranviaria e, dal 1944, neppur più nessuna linea ferroviaria (in seguito alla dismissione della linea Rimini–San Marino).
Nel quarto gruppo rientrano i segnali che in Italia sono compresi nei segnali di prescrizione, eccezion fatta per quelli riguardanti la precedenza, (che rientrano nel secondo gruppo), la fermata e la sosta (che sono classificati come gruppo a sé stante, il sesto).
Nel quinto gruppo ci sono i segnali di indicazione, che ricalcano quelli che fanno parte della stessa categoria italiana.
Il sesto gruppo include i segnali che riguardano la fermata e la sosta, segnali che sono analoghi a quelli italiani (che però rientrano nei segnali di prescrizione).
L'ultimo gruppo, il settimo, comprende 9 pannelli integrativi, anch'essi analoghi agli omologhi italiani, che servono per specificare meglio i segnali sotto cui vengono installati.
La Repubblica di San Marino adotta la segnaletica stradale vigente nei Paesi dell’Unione europea e prevista dalle convenzioni internazionali in materia di circolazione alle quali la Repubblica ha aderito.

I segnali stradali sono verticali, orizzontali o complementari.

I segnali verticali comprendono quelli di pericolo, di prescrizione, relativi ai passaggi a livello, di prescrizione ad eccezione di quelli riguardanti la precedenza, la fermata e la sosta; di indicazione; di integrazione. Sono compresi nella segnaletica verticale le lanterne semaforiche.

I segnali orizzontali si dividono in strisce longitudinali, trasversali, attraversamenti, frecce direzionali, iscrizioni e simboli, strisce per la delimitazione dei posti destinati alla sosta, di fermata dei veicoli adibiti a trasporto pubblico, ed ogni altra indicazione utile alla circolazione. Le strisce stradali continue impongono il divieto di sorpasso, consentito invece se le strisce sono discontinue.

I segnali luminosi sono costituiti da semafori e lampeggianti. Nei semafori, il colore rosso impone l’arresto; quello giallo preavverte l’arresto; quello verde consente l’attraversamento. I segnali luminosi sono collocati dall’AASP e si uniformano a quelli previsti in Europa.

I segnali complementari forniscono indicazioni sul tracciato stradale, particolari curve e punti critici, la presenza di ostacoli sulla strada.

Gli utenti della strada devono rispettare la segnaletica stradale, anche se in difformità ad altre regole stradali. I segnali semaforici, esclusi i lampeggianti, prevalgono sulla segnaletica orizzontale o verticale; la segnaletica verticale prevale su quella orizzontale. In ogni caso, a norma del successivo articolo 36, prevalgono su tutte le segnalazioni degli agenti del traffico.

In caso di urgenza o necessità possono essere collocati segnali temporanei in deroga alla segnaletica esistente; gli utenti debbono rispettare la segnaletica posta per urgenza e necessità anche se in contrasto con altre regole della circolazione.

Allegati sotto la lettera B sono riportati i segnali stradali per i singoli gruppi; per ogni segnale è indicata sinteticamente la prescrizione. La segnaletica stradale, indicata nell’allegato B, può essere modificata con provvedimento dell’AASP. L’AASP determina le dimensioni, colori, forme e simboli della segnaletica verticale, uniformandola a quella prevista in Europa, nonché le caratteristiche della segnaletica orizzontale e complementare; per queste ultime l’AASP ha facoltà di adottare le forme segnaletiche più convenienti sia per la forma che per il colore in relazione allo stato dei luoghi ed alla funzione cui la segnaletica complementare è destinata.»
( Codice della Strada della Repubblica di San Marino, 2008.)
Gli unici segnali stradali differenti tra San Marino e l'Italia sono i seguenti:
|  | Delineatore di curva stretta | Delineatore modulare di curva stretta o tornante verso destra. |
|  | Limiti generali di velocità  | Deve essere usato particolarmente in prossimità delle frontiere nazionali per indicare i limiti di velocità generali in vigore a San Marino. Il nome, il contrassegno e la bandiera sammarinese sono posti nella parte alta del cartello. Il segnale indica i limiti di velocità generali in vigore. |
|  | Lavori in corso              | Presegnala cantieri di lavori in corso sulla carreggiata. Presente anche nella versione a sfondo giallo () |